# N30 (Togo)
Die N30 ist eine Fernstraße in Togo, die in Adéta an der Ausfahrt der N5 beginnt und in Sassanou an der Grenze nach Ghana endet. Sie ist 15 Kilometer lang.